# ローリー・ウィンクラー
ローリー・ウィンクラー（Roelly Winklaar, 1977年6月22日 - ）は、オランダのキュラソー島出身の現役ボディビルダー。

## 来歴
父は4歳の頃にオートバイ事故で死去し、家族は経済的困窮の中キュラソー島からオランダ本土に渡った。その後アメリカに移住し、トレーニングと出会う。
再びオランダに戻り、ウエイトトレーニングを継続しつつボディビルデビューを果たした。
当初プロビルダーになるつもりはなかったウィンクラーであったが、2004年に交通事故に遭い生死を彷徨う負傷を負った中でボディビル競技生活に対する後悔が頭をよぎり、一念発起してプロを目指すこととなった。
2004年に固めた決意から5年が経過した頃、トレーニングや食事の知識が殆どない自分の力では限界だと悟り、オランダで最も優秀なトレーナーとされるジビル・ピーターに師事することとなった。
2009年IFBBプロカード取得。最高位は2018年ミスター・オリンピア3位。

## 人物
身長168cmに対してコンテスト時の体重が最重で145㎏と、IFBBプロの中でも頭一つ抜けたバルクが特徴。
食事は低脂質を心掛けながらナッツなどから良質な脂質を摂取している。